# Potok (gmina Prijepolje)
Potok (cyr. Поток) – wieś w Serbii, w okręgu zlatiborskim, w gminie Prijepolje. W 2011 roku liczyła 142 mieszkańców.